# Gino van Kessel
Gino van Kessel (Alkmaar, 1993. március 9. –) curaçaói válogatott labdarúgó.

## Pályafutása

### Klubcsapatokban
Van Kessel a holland AZ Alkmaar és Ajax akadémiáin nevelkedett. A 2014-2015-ös és a 2015-2016-os szezonban is a szlovák AS Trenčín csapatával szlovák bajnoki címet, illetve kupagyőzelmet ünnepelhetett, valamint utóbbi szezonban szerzett tizenhét találatával szlovák gólkirály lett. 2016 nyarán szerződtette a cseh élvonalbeli Slavia Praha csapata, mellyel cseh bajnoki címet szerzett. 2022 január óta a magyar élvonalbeli Gyirmót labdarúgója.

### Válogatott
A curaçaói válogatottban 2015 óta huszonöt mérkőzésen nyolc gólt szerzett. Tagja volt a 2017-es karibi kupagyőztes csapatnak.

#### Góljai a curaçaói válogatottban
| #              | Dátum             | Ellenfél                 | Eredmény | Kiírás                | Esemény     |
| -------------- | ----------------- | ------------------------ | -------- | --------------------- | ----------- |
| 1.             | 2016. március 27. | Dominikai Köztársaság    | 2 – 1    | Karibi kupa-selejtező | 66'         |
| 2. és 3.       | 2016. június 1.   | Guyana                   | 5 – 2    | Karibi kupa-selejtező | 42' 63'     |
| 4. és 5. és 6. | 2016. június 8.   | Amerikai Virgin-szigetek | 7 – 0    | Karibi kupa-selejtező | 2' 24' 50'  |
| 7.             | 2016. október 6.  | Antigua és Barbuda       | 3 – 0    | Karibi kupa-selejtező | 90'         |
| 8.             | 2018. március 24. | Bolívia                  | 1 – 1    | barátságos mérkőzés   | 27' 34' 64' |

## Sikerei, díjai
- AS Trenčín
  - Szlovák bajnok: 2014–15, 2015–16
  - Szlovák kupagyőztes: 2015, 2016
- Slavia Praha
  - Cseh bajnok: 2016–17
- Curaçaói labdarúgó-válogatott
  - Karibi kupa győztes: 2017
  - King's Cup győztes: 2019

### Egyéni
- Szlovák bajnokság gólkirálya (17 gól): 2015–16
- Karibi kupa legjobb játékosa: 2017